# Giorgio Oppi
Giorgio Oppi est un homme politique italien né à Iglesias le 8 février 1940 et mort à Cagliari le 26 juillet 2022. 

## Biographie
Giorgio Oppi est né à Iglesias en Sardaigne le 8 février 1940. Il a été membre de la Démocratie chrétienne à la  Chambre des députés d'Italie jusqu'au 12 mai 2009. 
Giorgio Oppi est décédé à Cagliari le 26 juillet 2022, à l'âge de 82 ans.

## Liebs externes
- Ressources relatives à la vie publique :   - Chambre des députés
  - Portail historique de la Chambre des députés